# Nyaktekercs

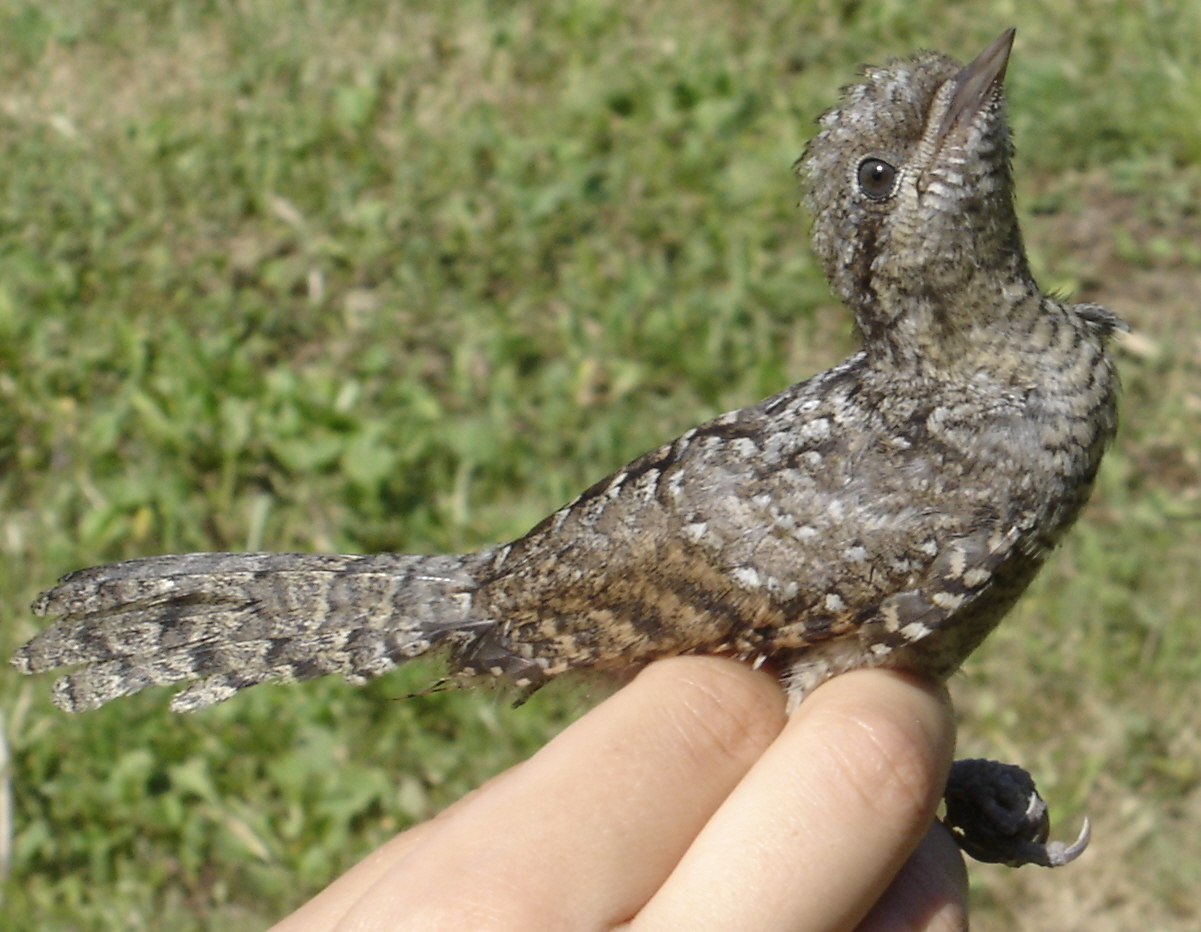
Fiatal nyaktekercs

A nyaktekercs (Jynx torquilla) a madarak (Aves) osztályának harkályalakúak (Piciformes) rendjébe, ezen belül a harkályfélék (Picidae) családjába tartozó faj.
A Jynx madárnem típusfaja. Nevét onnan kapta, hogy fejét nagy, akár 180 fokos szögben is képes elfordítani. Ha megzavarják a fészekben, akkor a nyakát kígyószerűen tekergeti és sziszegésre emlékeztető hangot hallat, hogy elriassza a betolakodót. Ez a furcsa viselkedés hozta összefüggésbe a madarat a boszorkánysággal a népi hiedelemvilágban.

## Előfordulása
Európában a sarkkör alatti területeken, Dél-Spanyolország és a Balkán-félsziget kivételével mindenütt költ. Északnyugat-Afrikában is fészkel. Magyarországon áprilistól szeptember végéig található meg. Ligetes, rétekkel tarkított erdők, parkok, gyümölcsösök lakója.

## Alfajai
- Jynx torquilla chinensis
- Jynx torquilla himalayana
- Jynx torquilla japonica
- Jynx torquilla mauretanica
- Jynx torquilla sarudnyi
- Jynx torquilla torquilla
- Jynx torquilla tschusii

## Megjelenése
Testhossza 16–17 centiméter, szárnyfesztávolsága 25–27 centiméter, testtömege pedig 30–45 gramm. Csőre kúp alakú, farka lekerekített. Háta szürke, barna-fekete foltokkal, torka sárgásfehér, melle és hasa szürkés, vörösbarna evezőtollain feketés harántsávokkal, farkán öt sötétebb harántsávval.

## Életmódja
Hangyákból, hangyabábokból áll a fő tápláléka, alkalmilag hernyókat és apró rovarokat is fog. Nyelvét – amelynek végén apró horgok vannak – mint lépvesszőt használja a táplálékszerzéshez. Bedugja a hasadékokba, bolyhokba, a rámászó rovarokkal visszahúzza és lenyeli azokat. Hosszútávú vonuló.

## Szaporodása

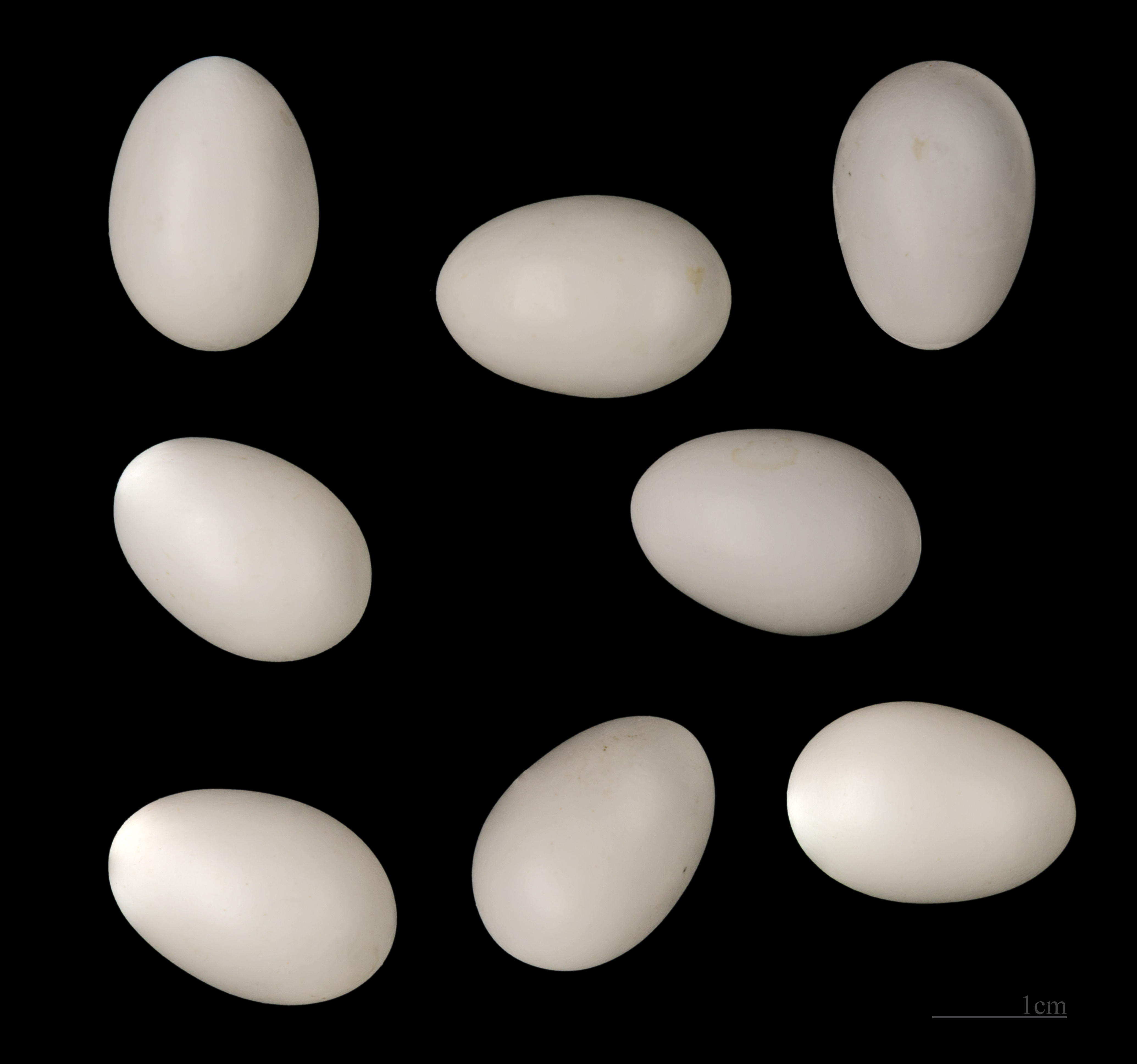
A nyaktekercs tojásai

Ligetes, rétekkel tarkított erdőkben, parkokban, gyümölcsösökben fészkel. Harkályok által vájt odvak csupasz aljzatára rakja 7-12 tojását, melyeken 12-14 napig költ.

## Védettsége
Magyarországon védett, természetvédelmi értéke 50 000 forint.